# Амарі'і Белл
Амарі'і Белл (англ. Amari'i Bell; нар. 5 травня 1994, Бертон-апон-Трент) — ямайський футболіст, захисник клубу «Лутон Таун» та національної збірної Ямайки.
Виступав також за клуб «Блекберн Роверз».

## Клубна кар'єра
Народився 5 травня 1994 року в місті Бертон-апон-Трент. Вихованець юнацьких команд футбольних клубів «Вест-Бромвіч Альбіон», «Соліхалл Мурс» та «Бірмінгем Сіті».
У дорослому футболі дебютував 2013 року виступами за команду «Нанітон Таун», у якій провів один сезон, взявши участь у 19 матчах чемпіонату. 
Згодом з 2014 по 2018 рік грав у складі команд «Бірмінгем Сіті», «Кіддермінстер Гаррієрс», «Менсфілд Таун», «Свіндон Таун», «Джиллінгем» та «Флітвуд Таун».
Своєю грою за останню команду привернув увагу представників тренерського штабу клубу «Блекберн Роверз», до складу якого приєднався 2018 року. Відіграв за команду з Блекберна наступні три сезони своєї ігрової кар'єри. Більшість часу, проведеного у складі «Блекберн Роверз», був основним гравцем захисту команди.
До складу клубу «Лутон Таун» приєднався 2021 року. Станом на 20 листопада 2024 року відіграв за команду з Лутона 113 матчів в національному чемпіонаті.

## Виступи за збірну
У 2021 році дебютував в офіційних матчах у складі національної збірної Ямайки.
У складі збірної був учасником розіграшу Золотого кубка КОНКАКАФ 2021 року у США, розіграшу Золотого кубка КОНКАКАФ 2023 року у США та Канаді, на якому команда здобула бронзові нагороди, розіграшу Кубка Америки 2024 року у США.
| Дата       | Місто                 | Господарі  | Результат | Гості              | Турнір                                      | Голи | Примітки |
| ---------- | --------------------- | ---------- | --------- | ------------------ | ------------------------------------------- | ---- | -------- |
| 25-3-2021  | Вінер-Нойштадт        | США        | 4 – 1     | Ямайка             | товариський матч                            | -    |          |
| 7-6-2021   | Какоґава              | Сербія     | 1 – 1     | Ямайка             | товариський матч                            | -    |          |
| 13-7-2021  | Орландо               | Ямайка     | 2 – 0     | Суринам            | Кубок КОНКАКАФ 2021 - 1-й етап              | -    | 90'      |
| 17-7-2021  | Орландо               | Гваделупа  | 1 – 2     | Ямайка             | Кубок КОНКАКАФ 2021 - 1-й етап              | -    | 70'      |
| 21-7-2021  | Орландо               | Коста-Рика | 1 – 0     | Ямайка             | Кубок КОНКАКАФ 2021 - 1-й етап              | -    | 60'      |
| 8-6-2023   | Кінгстон (Ямайка)     | Ямайка     | 3 – 1     | Суринам            | Ліга націй КОНКАКАФ 2022-2023 - 1-й етап    | -    |          |
| 15-6-2023  | Кінгстон (Ямайка)     | Ямайка     | 1 – 1     | Мексика            | Ліга націй КОНКАКАФ 2022-2023 - 1-й етап    | -    | 48'      |
| 28-9-2022  | Гаррісон              | Ямайка     | 0 – 3     | Аргентина          | товариський матч                            | -    |          |
| 27-3-2023  | Мехіко                | Мексика    | 2 – 2     | Ямайка             | Ліга націй КОНКАКАФ 2022-2023 - 1-й етап    | -    |          |
| 15-6-2023  | Кінгстон (Ямайка)     | Ямайка     | 1 – 2     | Катар              | товариський матч                            | -    |          |
| 19-6-2023  | Вінер-Нойштадт        | Ямайка     | 1 – 2     | Йорданія           | товариський матч                            | -    | 60'      |
| 25-6-2023  | Чикаго                | США        | 1 – 1     | Ямайка             | Кубок КОНКАКАФ 2023 - 1-й етап              | -    | 65'      |
| 3-7-2023   | Сан-Хосе (Каліфорнія) | Ямайка     | 5 – 0     | Сент-Кіттс і Невіс | Кубок КОНКАКАФ 2023 - 1-й етап              | -    |          |
| 9-7-2023   | Цинциннаті            | Гватемала  | 0 – 1     | Ямайка             | Кубок КОНКАКАФ 2023 - чвертьфінал           | 1    |          |
| 13-7-2023  | Парадайз (Невада)     | Ямайка     | 0 – 3     | Мексика            | Кубок КОНКАКАФ 2023 - півфінал              | -    |          |
| 8-9-2023   | Кінгстон (Ямайка)     | Ямайка     | 1 – 0     | Гондурас           | Ліга націй КОНКАКАФ 2023-2024 - 1-й етап    | -    |          |
| 12-9-2023  | Кінгстон (Ямайка)     | Ямайка     | 2 – 2     | Гаїті              | Ліга націй КОНКАКАФ 2023-2024 - 1-й етап    | -    |          |
| 6-9-2024   | Кінгстон (Ямайка)     | Ямайка     | 0 – 0     | Куба               | Ліга націй КОНКАКАФ 2024-2025 - 1-й етап    | -    |          |
| 10-9-2024  | Тегусігальпа          | Гондурас   | 1 – 2     | Ямайка             | Ліга націй КОНКАКАФ 2024-2025 - 1-й етап    | -    |          |
| 14-11-2024 | Кінгстон (Ямайка)     | Ямайка     | 0 – 1     | США                | Ліга націй КОНКАКАФ 2024-2025 - чвертьфінал | -    |          |
| 18-11-2024 | Сент-Луїс             | США        | 4 – 2     | Ямайка             | Ліга націй КОНКАКАФ 2024-2025 - чвертьфінал | -    |          |
| Усього     |                       | Матчів     | 21        |                    | Голів                                       | 1    |          |